# Alice Jaquet
Pour les articles homonymes, voir Jaquet.
Alice Jaquet, née à Bâle le 15 juin 1916 et morte à Genève le 30 août 1990 , est une artiste suisse, peintre, dessinatrice et illustratrice.

## Parcours professionnel
Alice Jaquet étudie à Berne, et s'établit à Genève en 1946.

## Distinctions
En 1952, Alice Jaquet obtient le 1er prix international Rey-Leduc à Paris et en 1960, la médaille de bronze et distinction de la Société Arts-Sciences-Lettres (Paris).

## Expositions
Elle a participé aux expositions suivantes :
- 1946 : Alice Jaquet, Galerie Lang, Berne
- 1946 : Alice Jaquet, Galerie Verdaine, Genève
- 1946 : Exposition des peintres bernois, Kunsthalle de Berne
- 1946 : Alice Jaquet, Galerie Verdaine, Genève
- 1947 : Exposition nationale de la SSFPSD, Kunstmuseum, Lucerne
- 1947 : Exposition de la SSFPSD, section Genève, Musée Rath, Genève
- 1950 : Alice Jaquet, Musée Rath, Genève
- 1950 : Exposition 6e salon, Lausanne
- 1951 : Exposition nationale de la SSFPSD, Allerheiligen Museum, Schaffhouse
- 1951 : Exposition Schweiz, Musée des beaux-arts de Berne
- 1951-60 : Sept expositions internationales de l'Art libre, Paris
- 1952 : XX. Exposition nationale de la SSFPSD, Musée d'art et d'histoire de Genève
- 1952 : Exposition internationale de peinture, Bolzano, Italie
- 1952 : Exposition internationale de peinture, Munich, Allemagne
- 1953 : Alice Jaquet, Galerie de l'Entre'acte, Lausanne
- 1953 : Exposition nationale de la SSFPSD, Musée Rath, Genève
- 1955 : Alice Jaquet, Galerie Werdenberg, Bâle
- 1956 : Exposition nationale de la SSFPSD, Musée Rath, Genève
- 1956 : Alice Jaquet, Violette Kissling, Yvonne Oltramare, Musée Rath, Genève, du 1er au 23 décembre 1956
- 1958 : Exposition nationale de la SSFPSD, Saffa, Zurich
- 1960 : Alice Jaquet, Galerie F.K. Naegeli, Berne
- 1960 : Exposition, Gallery of arts, Londres, Angleterre
- 1960 : Exposition, Gallery Feigel, New York, USA
- 1960 : Exposition nationale de la SSFPSD, Musée Rath, Genève
- 1961 : Alice Jaquet, Galerie Werdenberg, Bâle
- 1961 : Alice Jaquet, Münsterberg, Bâle
- 1962 : Alice Jaquet, Au Carrefour des arts, Sion
- 1962 : Alice Jaquet, Galerie Vanier, Genève
- 1964 : Exposition nationale de la SSFPSD, Musée des beaux-arts de Berne
- 1964 : Alice Jaquet, Galerie Vanier, Genève, du 7 au 29 février 1964
- 1964 : Alice Jaquet, Galerie Kunststube Bellevue, Bâle
- 1965 : Alice Jaquet, Galerie d'art Munster, Berne
- 1966 : Alice Jaquet, Musée de l'Athénée, Genève
- 1967 : Exposition Alice Jaquet, Musée de l'Athénée, Genève, du 10 février au 1er mars 1967
- 1967 : Exposition internationale de peinture, Bolzano, Italie
- 1968 : Exposition internationale biennale, Barcelone, Espagne
- 1968 : Alice Jaquet, Galerie V.B. Geislingen-Stuttgart
- 1968 : Alice Jaquet, Musée de l'Athénée, Genève
- 1968 : Alice Jaquet, Kurbrunnen, Rheinfelden
- 1968 : Alice Jaquet, Galerie Grenier d'art, Genève
- 1968 : Alice Jaquet, Zürcher Kunstfreunde, Kunsthaus de Zurich
- 1969 : Alice Jaquet, World crafts Council, Genève
- 1970 : Alice Jaquet, Kunstgesellschaft Nänikon-Greifensee, Zurich
- 1970-71 : Panorama de la peinture romande, Château Champ-Pittet, Yverdon
- 1970-71 : Exposition artistique féminine, Evian, France
- 1971 : Alice Jaquet, Musée de l'Athénée, Genève
- 1971 : Alice Jaquet, Au Carrefour des arts, Sion
- 1971 : Alice Jaquet, Galerie d'art Munster, Berne
- 1971 : Alice Jaquet, Galerie Picpus, Montreux
- 1971 : Alice Jaquet, Galerie Cathédrale, Fribourg
- 1972 : Alice Jaquet, Galerie 21, Zurich
- 1972 : Alice Jaquet, Gallery Karamanduca, San Francisco, USA
- 1972 : Imagination, Musée Rath, Genève
- 1972 : Alice Jaquet, Galerie Au Petit Trésor, Bâle
- 1973 : Alice Jaquet, Galerie d'art Munster, Berne
- 1973 : Exposition nationale de la SSFPSD, Palais des expositions, Genève
- 1973 : La Blessure, Musée Rath, Genève
- 1974 : Alice Jaquet, Musée de l'Athénée, Genève
- 1974 : Alice Jaquet, Gallery Karamanduca, San Francisco, USA
- 1974 : Alice Jaquet, Galerie Au Petit Trésor, Bâle
- 1975 : Alice Jaquet, Galerie Cathédrale, Fribourg
- 1975 : Alice Jaquet, Geno Haus, Stuttgart
- 1975 : Alice Jaquet, Galerie Steingaesser, Genève-Carouge
- 1976 : Exposition nationale de la SSFPSD, Musée Malpeseta, Lugano
- 1976 : Exposition de la SSFPSD, Galerie Carouge, Genève
- 1978 : Exposition rétrospective du peintre Alice Jaquet, Musée Rath, Genève, du 10 février au 27 mars 1978
- 1991 : Alice Jaquet, Musée de l'Athénée, Genève, du 14 février au 5 mars 1991

## Collections publiques et privées
Certaines de ses œuvres sont exposées dans des musées suisses :
- Confédération suisse (3 pièces)
- Canton de Genève (1 pièce)
- Ville de Genève (1 pièce)
- Cabinet des Arts graphiques, Musée d'art et d'histoire de Genève (2 pièces)
- Musée d'art et d'histoire de Genève (5 pièces)
- Chemins de fer fédéraux suisses, Berne (1 pièce pour une affiche)
- Musée jurassien des Arts de Moutier (1 pièce)
- Ville de Rheinfelden (2 pièces)
- Ville de Geislingen-Stuttgart (1 pièce)
- Procter & Gamble, Cincinnati, Ohio (1 pièce)